# Alfredo Sánchez (1908–1991)
Alfredo Sánchez Garcia, znany jako Viejo (ur. 8 czerwca 1908 w Orizabie, zm. 15 kwietnia 1991) – meksykański piłkarz, reprezentant kraju, grający na pozycji pomocnika.

## Kariera piłkarska
Alfredo, zwany „Viejo”, zaczął swoją przygodę z piłką w wieku 13 lat w młodzieżowych drużynach A.D.O. Następnie od 1929 aż do przejścia na emeryturę w 1943 występował w Club América.
W 1930 został powołany przez trenera Juana Luque de Serrallongę na Mistrzostwa Świata. Viejo w reprezentacji Meksyku zadebiutował 13 lipca 1930 w przegranym 1:4 spotkaniu z Francją, rozgrywanym w ramach światowego czempionatu. Oprócz starcia z Trójkolorowymi, Viejo wystąpił także w spotkaniach z Argentyną i Chile.
Viejo wygrał wraz z drużyną Igrzyska Ameryki Środkowej i Karaibów w 1938. Podczas Igrzysk zagrał ostatni mecz w reprezentacji. Przeciwnikiem była Kostaryka, a spotkanie zakończyło się zwycięstwem 2:1. Łącznie w latach 1930–1938 Viejo zagrał dla Meksyku w 10 spotkaniach.
Viejo w 1950 trenował Club América.
| Mecze i gole w reprezentacji | Mecze i gole w reprezentacji | Mecze i gole w reprezentacji | Mecze i gole w reprezentacji | Mecze i gole w reprezentacji | Mecze i gole w reprezentacji | Mecze i gole w reprezentacji          |
| #                            | Data                         | Miasto                       | Przeciwnik                   | Gol                          | Wynik                        | Rozgrywki                             |
| ---------------------------- | ---------------------------- | ---------------------------- | ---------------------------- | ---------------------------- | ---------------------------- | ------------------------------------- |
| 1.                           | 13.07.1930                   | Montevideo                   | Francja                      |                              | 1:4                          | MŚ 1930                               |
| 2.                           | 16.07.1930                   | Montevideo                   | Chile                        |                              | 0:3                          | MŚ 1930                               |
| 3.                           | 19.07.1930                   | Montevideo                   | Argentyna                    |                              | 3:6                          | MŚ 1930                               |
| 4.                           | 12.09.1937                   | Meksyk                       | Stany Zjednoczone            |                              | 7:2                          | towarzyski                            |
| 5.                           | 19.09.1937                   | Meksyk                       | Stany Zjednoczone            |                              | 7:3                          | towarzyski                            |
| 6.                           | 26.09.1937                   | Meksyk                       | Stany Zjednoczone            |                              | 5:1                          | towarzyski                            |
| 7.                           | 10.02.1938                   | Panama                       | Kolumbia                     |                              | 3:1                          | Igrzyska Ameryki Środkowej i Karaibów |
| 8.                           | 18.02.1938                   | Panama                       | Salwador                     |                              | 6:0                          | Igrzyska Ameryki Środkowej i Karaibów |
| 9.                           | 20.02.1938                   | Panama                       | Panama                       |                              | 2:2                          | Igrzyska Ameryki Środkowej i Karaibów |
| 10.                          | 22.02.1938                   | Panama                       | Kostaryka                    |                              | 2:1                          | Igrzyska Ameryki Środkowej i Karaibów |

## Sukcesy
Meksyk
- Igrzyska Ameryki Środkowej i Karaibów (1): 1938 (1. miejsce)